# La Ville-sous-Orbais
La Ville-sous-Orbais è un comune francese di 51 abitanti situato nel dipartimento della Marna nella regione del Grand Est.

## Società

### Evoluzione demografica
Abitanti censiti